# كأس الخليج لكرة الصالات
كأس الخليج لكرة الصالات، تم تأسيس هذه البطولة من قبل دول مجلس التعاون الخليجي في عام 2012، أقيمت البطولة الأولى في الدوحة عام 2013، وفاز بها المنتخب الكويتي.

## الفائزون
| سنة         | الدولة المضيفة |        | نهائي | نهائي         | نهائي |                          | مباراة تحديد المركز الثالث | مباراة تحديد المركز الثالث | مباراة تحديد المركز الثالث |
| سنة         | الدولة المضيفة | البطل  | نتيجة | المركز الثاني |       | المكز الثالث             | نتيجة                      | المركز الرابع              |                            |
| ----------- | -------------- | ------ | ----- | ------------- | ----- | ------------------------ | -------------------------- | -------------------------- | -------------------------- |
| 2013 تفاصيل | قطر            | الكويت | n/a   | السعودية      |       | البحرين                  | n/a                        | قطر                        |                            |
| 2015 تفاصيل | البحرين        | الكويت | 4-2   | قطر           |       | الإمارات العربية المتحدة | 3-2                        | عمان                       |                            |

## أنظر ايضاً
- كأس الخليج للصالات 2013
- كأس الخليج للصالات 2015
- كأس الخليج العربي
- كأس العرب
- بطولة مجلس التعاون الخليجي للشباب تحت 23 سنة
- بطولة دول مجلس التعاون الخليجي تحت 19 سنة
- بطولة مجلس التعاون الخليجي تحت 17 سنة

## روابط خارجية
- الموقع الرسمي RSSSF
- الموقع الرسمي لبطولة كأس الخليج
- موقع كأس الخليج